# Derivati del pomodoro
Si definiscono derivati del pomodoro quei prodotti alimentari a base di pomodoro che, tramite un processo tecnologico simile per le varie tipologie, consentono un periodo di conservazione tale da rendere disponibili per tutto l'anno al consumo prodotti di grande praticità d'impiego.

## Storia
La storia delle conserve di pomodoro è fatta risalire ai contadini di Parma nel XVIII secolo, che preparavano la cosiddetta "conserva nera" portando a ebollizione i pomodori tritati, a cui erano stati tolti i semi e la buccia, e che venivano poi essiccati al sole. Tale conserva era poi conservata sotto forma di pani avvolti da carta oleata.
Nel 1796 il pasticcere francese Charles Nicolas Appert mette a punto la tecnica di sterilizzazione in acqua bollente di barattoli di vetro con chiusura ermetica. Tale tecnica, a cui aveva pensato qualche anno prima l'abate italiano Lazzaro Spallanzani, fu poi applicata per la conservazione del pomodoro dall'imprenditore napoletano Francesco Cirio.
Dal 1865 Carlo Rognoni, docente all'Istituto tecnico di Parma, si dedicò allo studio della coltivazione dei pomodori e sperimentò nel proprio podere tecniche di coltivazione basate sulla rotazione agraria, pubblicando i risultati di tali sperimentazioni.
Nel 1857 il torinese Francesco Cirio avvia la prima industria conserviera italiana rilanciando la tradizione piemontese del pomodoro pelato. I laboratori a Parma sono 4 nel 1893, 5 nel 1894, 11 nel 1896. L'industria parmense acquisisce un autentico primato europeo dopo l'importazione dalla Francia, nel 1905, delle apparecchiature per la condensazione del “concentrato” sottovuoto. Le imprese parmensi sono, l'anno medesimo, 16, tutte dotate di apparecchiature moderne, quando da Parma l'industria inizia a dilatarsi alla vicina Piacenza. Insieme le due province conseguiranno l'indiscusso primato mondiale del concentrato, mentre la grande industria di Cirio trasferitasi nel Mezzogiorno si specializzerà piuttosto nei pelati, sostituendo il costoso pomodoro Torino o Butalina con il più economico pomodoro campano, il San Marzano.

## Classificazione
Il mercato italiano dei derivati del pomodoro ha conosciuto negli ultimi anni una notevole diversificazione dell'offerta e oggi i prodotti componenti la gamma del pomodoro sono suddivisibili nelle seguenti linee, indicate nell'Art. 24 della legge n. 154 del 2016:
- Conserve di pomodoro (tra cui possono essere fatti rientrare anche i pomodori sottaceto)
  - Pomodori non pelati interi
  - Pomodori pelati interi: sono pomodori di tipo lungo ai quali viene asportata la buccia e viene solitamente aggiunto succo di pomodoro semiconcentrato.
  - Pomodori in pezzi, tra cui: polpa di pomodoro, pomodori tagliati, cubetti di pomodoro, filetti di pomodoro, triturato di pomodoro. La polpa di pomodoro è ottenuta da pomodori che vengono pelati e tagliati a cubetti, tramite un procedimento definito “in diretta”, in quanto i pomodori vengono lavorati appena raccolti.
- Passata di pomodoro (definita in Italia dal Decreto del 23 settembre 2005[6]): è un succo di pomodoro parzialmente concentrato, con un residuo secco compreso tra il 7% ed il 12%. È utilizzata in cucina per la preparazione della salsa di pomodoro (o sugo di pomodoro) e di sughi pronti.
- Concentrato di pomodoro (o estratto di pomodoro): ottenuto dalla concentrazione a diversi livelli del succo di pomodoro (residuo secco compreso tra il 12% ed il 36%). Nel caso dell'elioconcentrato la concentrazione avviene tramite l'esposizione diretta ai raggi del sole.
- Pomodori disidratati
  - Pomodori in fiocchi o fiocchi di pomodoro
  - Polvere di pomodoro
  - Pomodori semi-dry o semi-secchi

Possono essere considerati "derivati del pomodoro" anche i pomodori secchi: ottenuti da pomodori maturi e sodi (San Marzano, ciliegino, datterino), tagliati in due nel senso della lunghezza, essiccati al sole dopo esser stati cosparsi con un po' di sale. Si conservano secchi o sott'olio extra vergine di oliva. Sono utilizzati ad esempio, tritati e conditi, nella preparazione della ricetta di origine siciliana del cosiddetto capuliato.

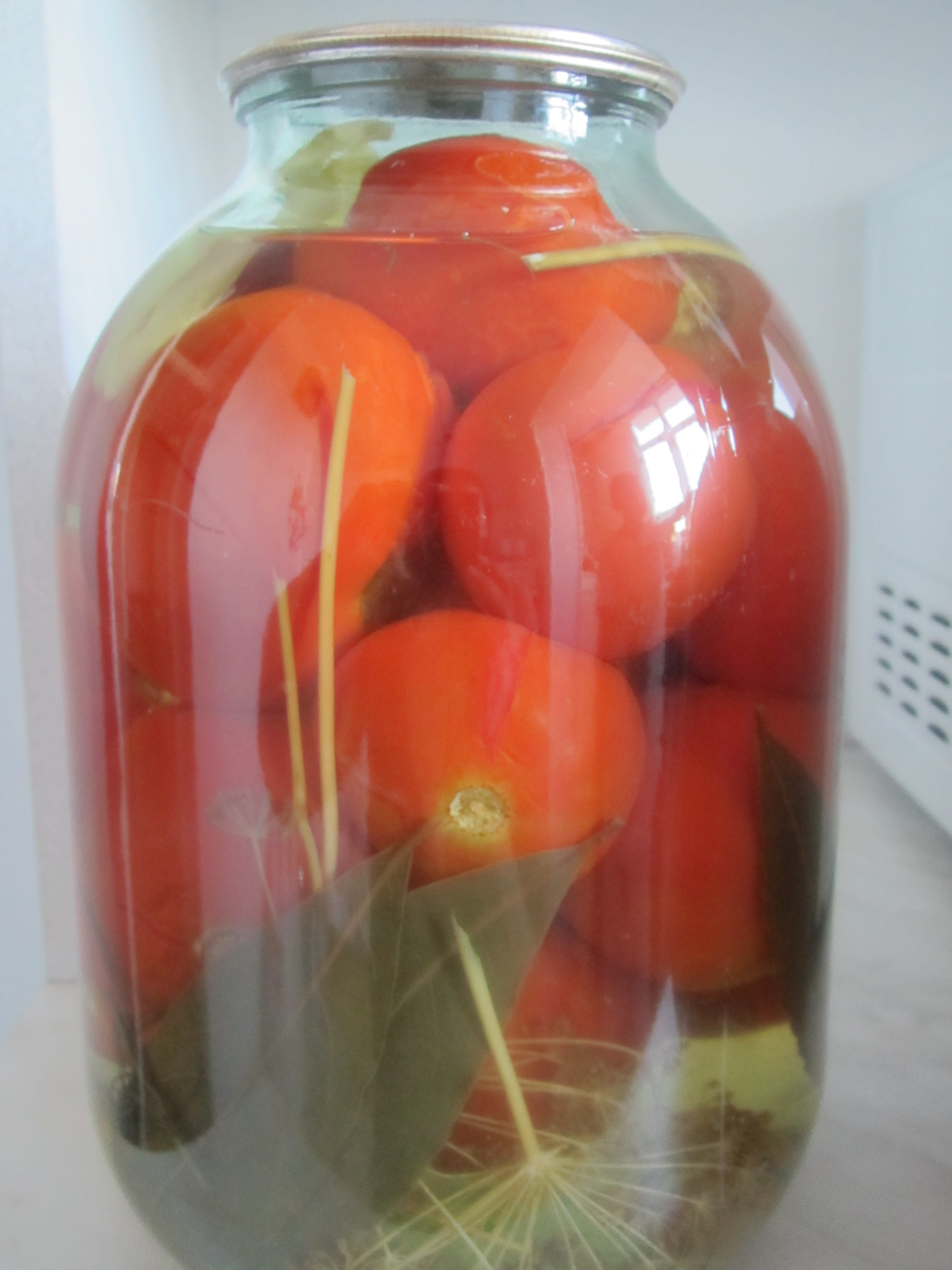
Pomodori sottaceto
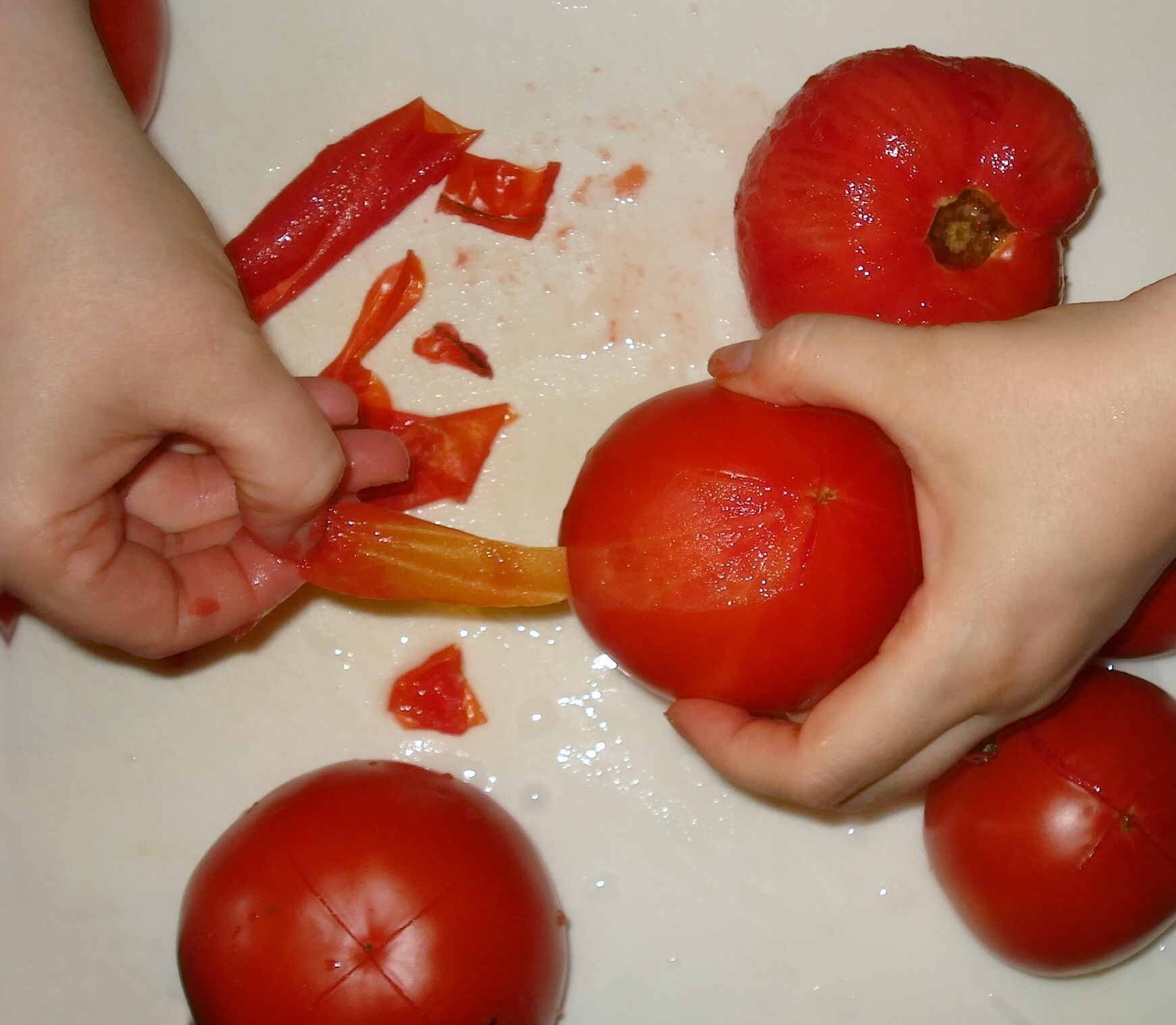
Pomodori pelati
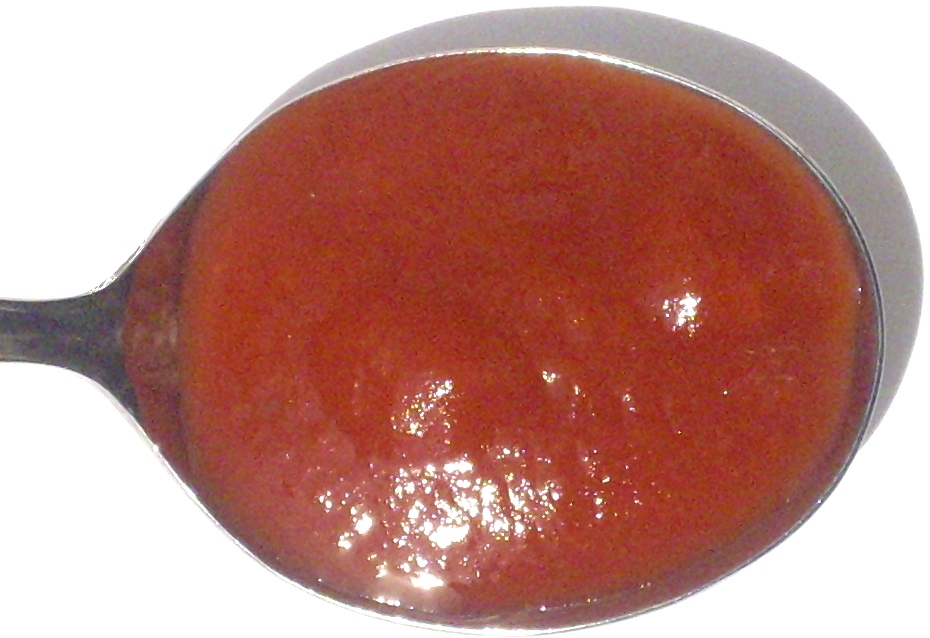
Passata di pomodoro
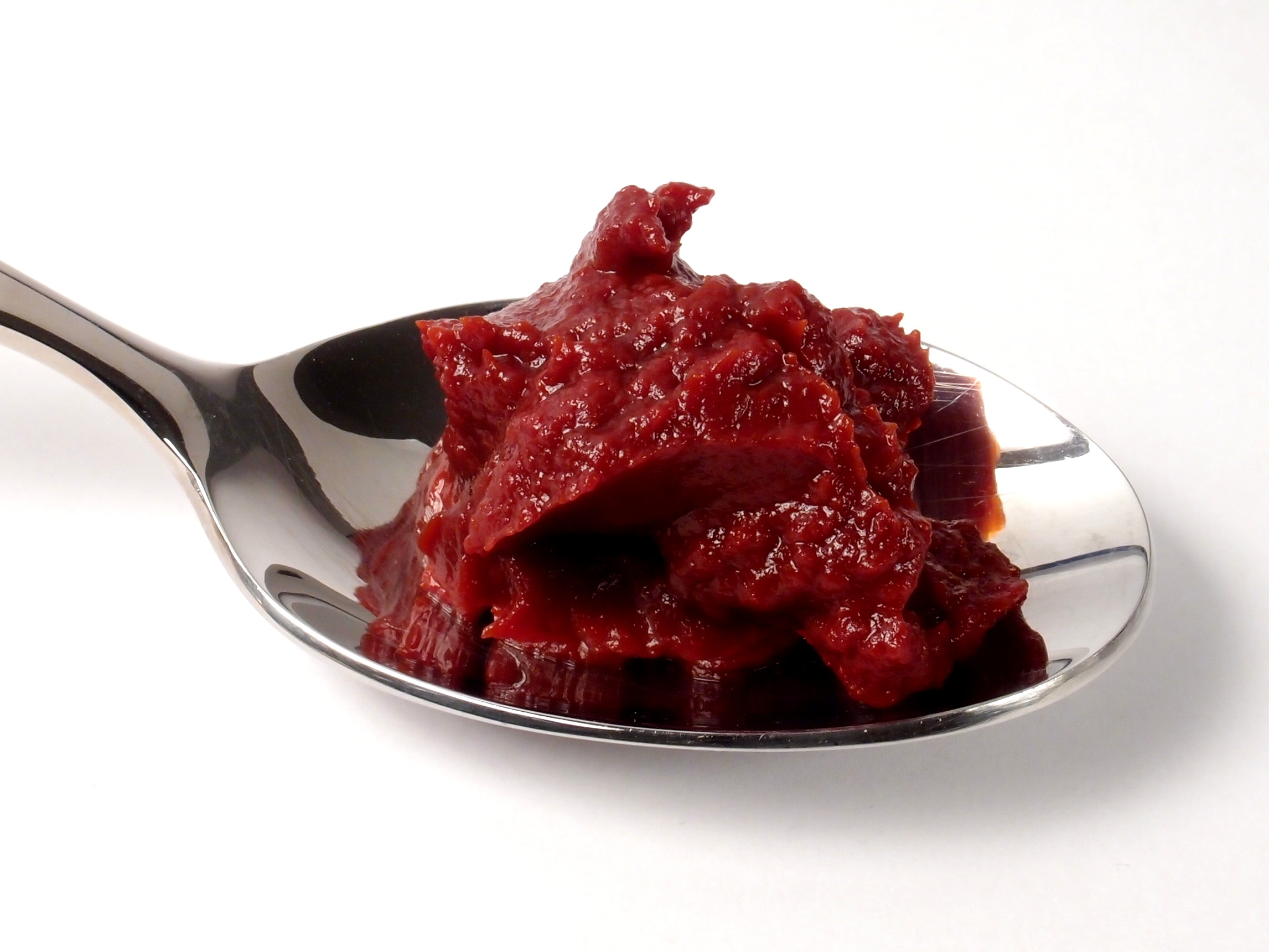
Triplo concentrato di pomodoro
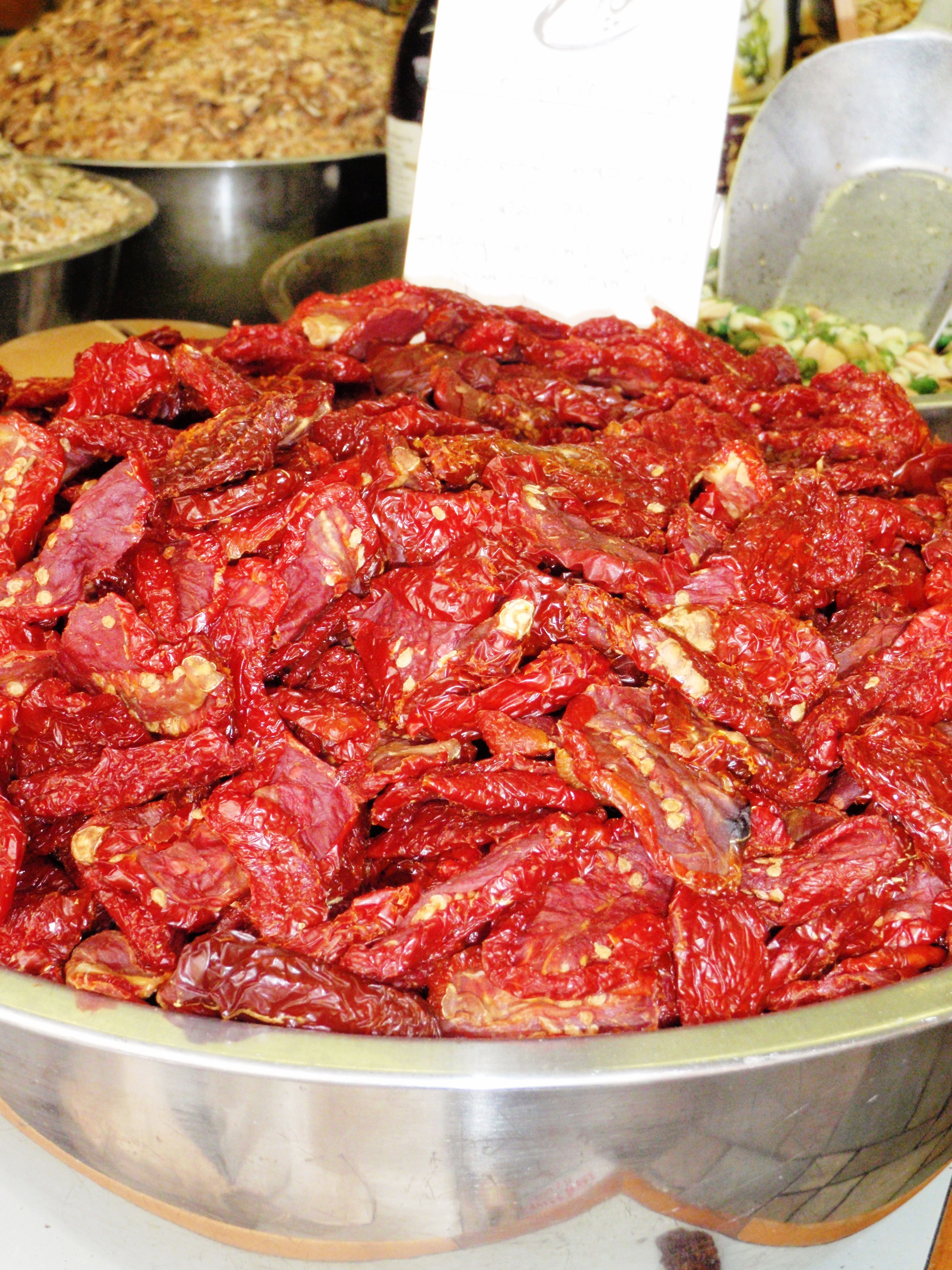
Pomodori secchi